# Собене-Єзьори (гміна)
Гміна Собене-Єзьори (пол. Gmina Sobienie-Jeziory) — сільська гміна у центральній Польщі. Належить до Отвоцького повіту Мазовецького воєводства.
Станом на 31 грудня 2011 у гміні проживало 6292 особи.

## Площа
Згідно з даними за 2007 рік площа гміни становила 97.37 км², у тому числі:
- орні землі: 65.00%
- ліси: 18.00%

Таким чином, площа гміни становить 15.83% площі повіту.

## Населення
Станом на 31 грудня 2011:
| Опис     | Загалом | Загалом | Чоловіки | Чоловіки | Жінки | Жінки |
| -------- | ------- | ------- | -------- | -------- | ----- | ----- |
| одиниця  | осіб    | %       | осіб     | %        | осіб  | %     |
| все      | 6292    | 100     | 3107     | 49.38    | 3185  | 50.62 |
| міське   | 0       | 100     | 0        |          | 0     |       |
| сільське | 6292    | 100     | 3107     | 49.38    | 3185  | 50.62 |

## Сусідні гміни
Гміна Собене-Єзьори межує з такими гмінами: Варка, Вільґа, Ґарволін, Ґура-Кальварія, Карчев, Осецьк, Целестинув.